# 白井岳 (馬術選手)
白井 岳（しらい たけし、1977年4月15日 - 2024年4月26日）は、日本の馬術選手、牧場経営者（株式会社白井牧場社長）。

## 経歴
馬術競技選手出身で白井牧場の創業者となった父・白井民平の長男として、北海道門別町に生まれた。1980年、初めてポニーに騎乗し、以降、馬術を続ける。門別町立富川中学校卒業後、17歳で馬術留学のために渡仏した。
1996年のアトランタオリンピックでは、馬術競技の日本代表として携行馬ヴィコンテドメニルで歴代最年少19歳での障害飛越個人への出場となった。このオリンピックの団体戦と個人戦（2次3次予選）を兼ねたネイションズカップで、団体戦では15位、個人戦では準決勝まで進んだが38位に終わった。
シドニーオリンピックが開催された2000年の5月1日には、国際馬術連盟公認A大会のひとつモブージュ国際障害飛越大会の個人大障害で優勝し、日本人で初めてA大会の大障害での優勝を果たした。さらに、5月26日にローマで開催された国際障害飛越競技会では、日本チームの一員として障害飛越団体で3位に入賞し、欧州の主要な国際大会で日本人としてはじめて表彰台に上がった。しかし、9月に行われたオリンピックに再びヴィコンテドメニルとともに出場したが、障害飛越団体で11位、障害飛越個人で37位にとどまった。
その後もノルマンディーの厩舎に所属して欧州各地の競技大会に年間40試合ほど出場し、2001年には、ベチュン市長杯、ル・マン国内馬術大会において障害飛越で優勝するなどの活躍をした。
競技者としての全盛期の身長は168センチメートル、体重は60キログラムであった。
2004年に父が死去したあと、白井牧場の経営を引き継ぎ、2011年に牧場を法人組織に移行して株式会社白井牧場社長となった。
その後も2018年に福井国体に出場するなど、競技を続けていた、が、2024年4月26日に死去した。47歳没。